# 433 Ерос
433 Ерос (енгл. 433 Eros) је Амор астероид са пречником од приближно 16,84 km.
Афел астероида је на удаљености од 1,782 астрономских јединица (АЈ) од Сунца, а перихел на 1,133 АЈ.
Ексцентрицитет орбите износи 0,222, инклинација (нагиб) орбите у односу на раван еклиптике 10,829 степени, а орбитални период износи 643,104 дана (1,760 годину).
Апсолутна магнитуда астероида је 11,16 а геометријски албедо 0,25.
Астероид је откривен 13. августа 1898. године.